# Henri Pequet

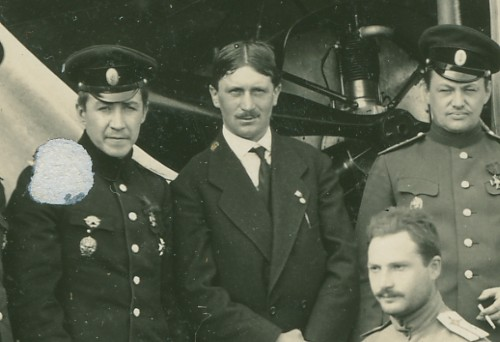
Henri Pequet (Bildmitte) in Moskau (Juni 1914)

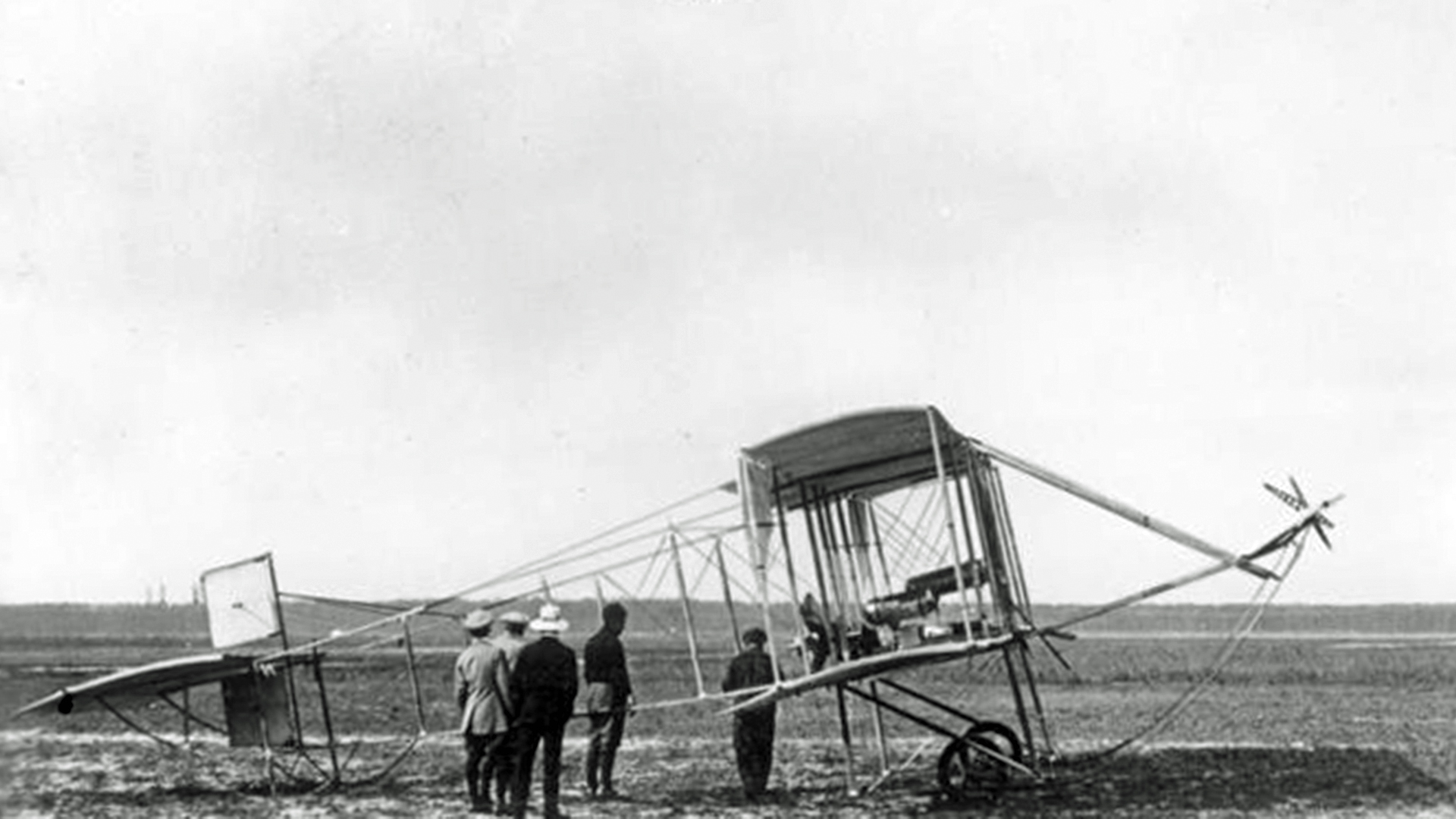
Ein Sommer 1910 Doppeldecker wie er am 18. Februar 1911 von Pequet in Allahabad als Postflugzeug genutzt wurde.

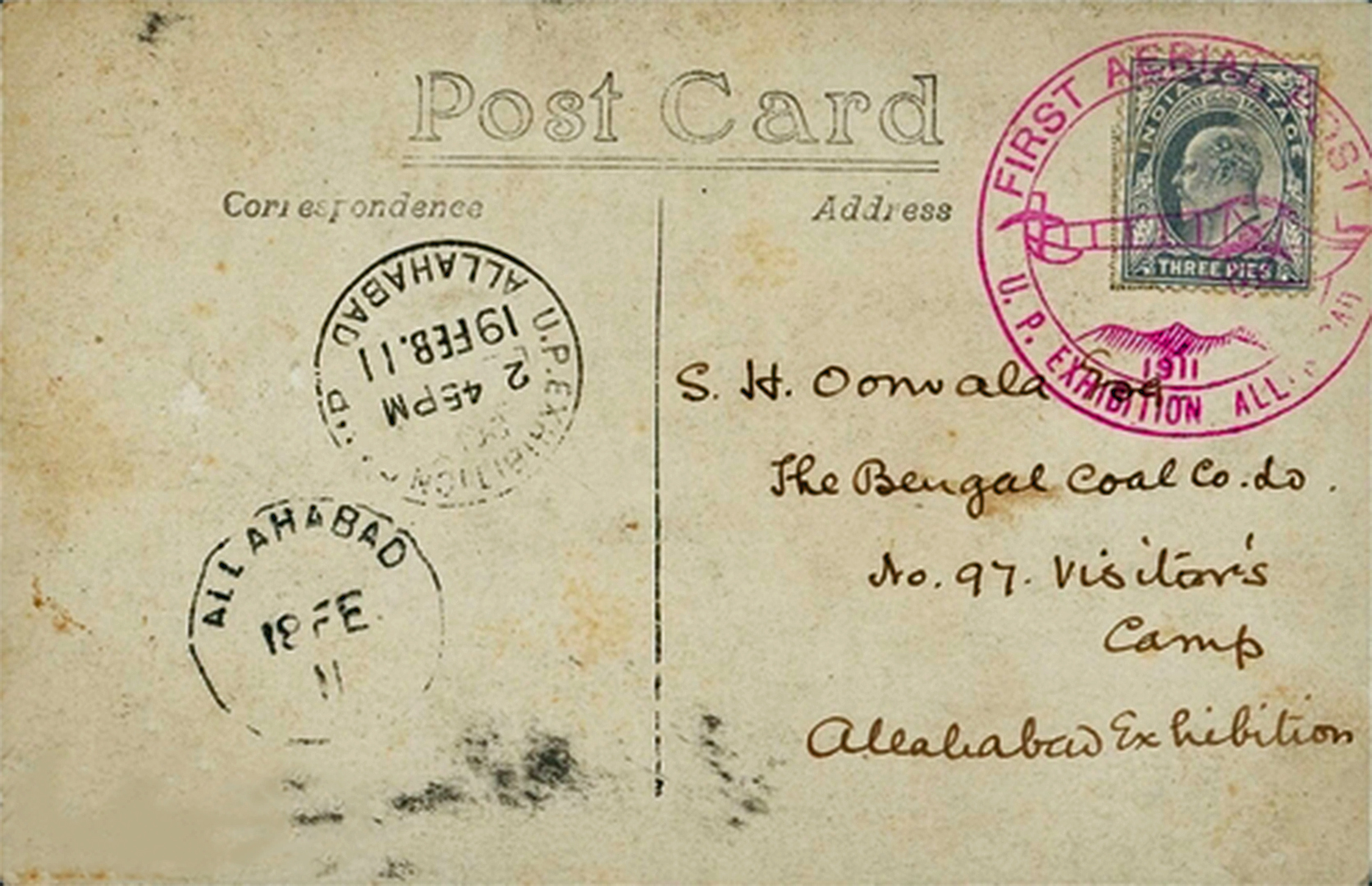
Postkarte der Luftpostbeförderung durch Pequet anlässlich der Kunst- und Gewerbeausstellung in Allahabad 1911

Henri Pequet (* 1. Februar 1888 in Bracquemont; † 13. März 1974 in Vichy) war ein französischer Pilot und Flugpionier.

## Leben
Seinen ersten Flug absolvierte Pequet 1909 in Hamburg. Am 10. Juni 1910 erhielt er die Pilotenlizenz in Frankreich mit der Nummer 88.
Vom 5. bis 17. Juni 1910 nahm er am Internationalen aviatischen Meeting in Budapest teil. Es war der größte Flugwettbewerb, der bis zu diesem Zeitpunkt ausgetragen worden war.
Im Alter von 23 Jahren führte er am 18. Februar 1911 den ersten offiziellen Postflug mit einem Flugzeug durch. Der junge französische Pilot transportierte etwa 6.500 Briefe im Rahmen einer Flugschau in Indien. Er startete in Allahabad und landete in dem etwa acht Kilometer entfernten Naini. Henri Pequet benötigte für diese kurze Strecke mit seinem Sommer 1910 Doppeldecker    (ca. 37 kW) ungefähr 13 Minuten.
Die heutzutage bei Philatelisten sehr gesuchten Belege wurden mit dem Bestätigungsstempel First Aerial Post, U.P. Exhibition Allahabad 1911 versehen.
Während des Ersten Weltkriegs war er bei Morane-Saulnier beschäftigt. In dieser Tätigkeit wurde er nach Russland gesandt, um dort beim Umgang mit neu erworbenen Flugzeugen zu helfen. 1918 kehrte er nach Frankreich zurück und wurde Chefpilot bei Morane-Saulnier. Vor dem Zweiten Weltkrieg wurde er Direktor des Flugfeldes Vichy-Rhue. Während der deutschen Besatzung arbeitete er bei der Résistance, wurde gefasst und im April 1943 deportiert. Nach dem Krieg wurde er Direktor des Flughafens Vichy. Er starb in Vichy und fand seine letzte Ruhestätte auf dem dortigen Friedhof.